# Suze-la-Rousse
Suze-la-Rousse (occitanska: Susa la Rossa) är en kommun i departementet Drôme i regionen Auvergne-Rhône-Alpes i sydöstra Frankrike. Kommunen ligger i kantonen Saint-Paul-Trois-Châteaux som tillhör arrondissementet Nyons. År 2022 hade Suze-la-Rousse 2 067 invånare.

## Befolkningsutveckling
Antalet invånare i kommunen Suze-la-Rousse
Referens:INSEE